# Torna atrás

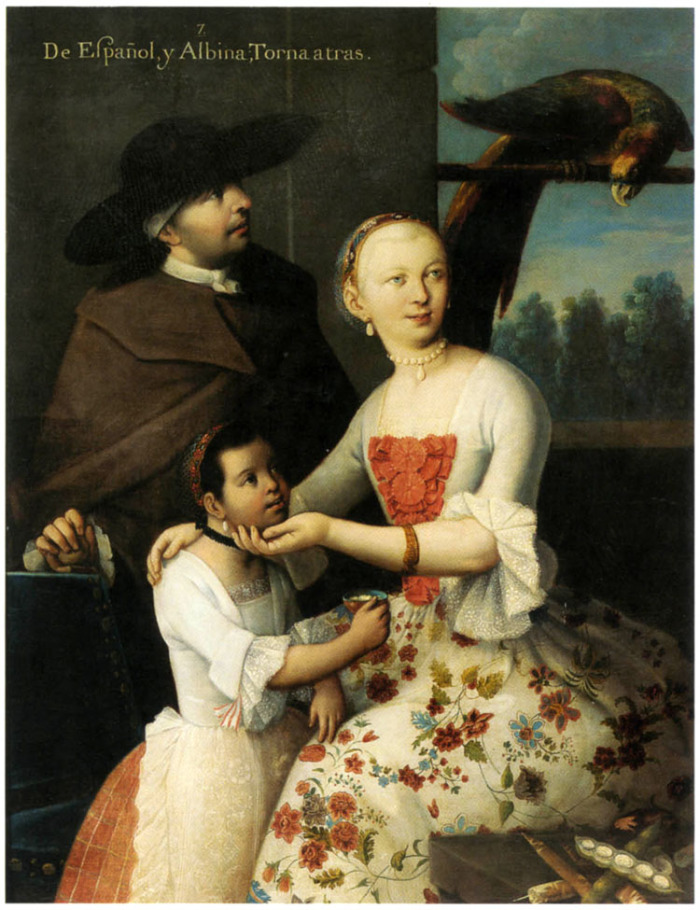
Père espagnol et mère Albina, torna atrás. Miguel Cabrera, Mexique du XVIIIe siècle.

Torna atrás (prononcé en espagnol : [toɾnaˈtɾas]) ou Tornatrás est un terme autrefois utilisé dans l'Empire espagnol, l'Amérique coloniale espagnole et les Philippines, pour décrire un métis (métis) qui ne présentait les caractéristiques phénotypiques que d'une des "races originales", c’est-à-dire blanc, noir, amérindien ou asiatique. Le terme était également utilisé pour décrire une personne dont la filiation était à moitié blanche ou à moitié « albinos » (c'est-à-dire à peau claire, d'ascendance africaine métissée). 

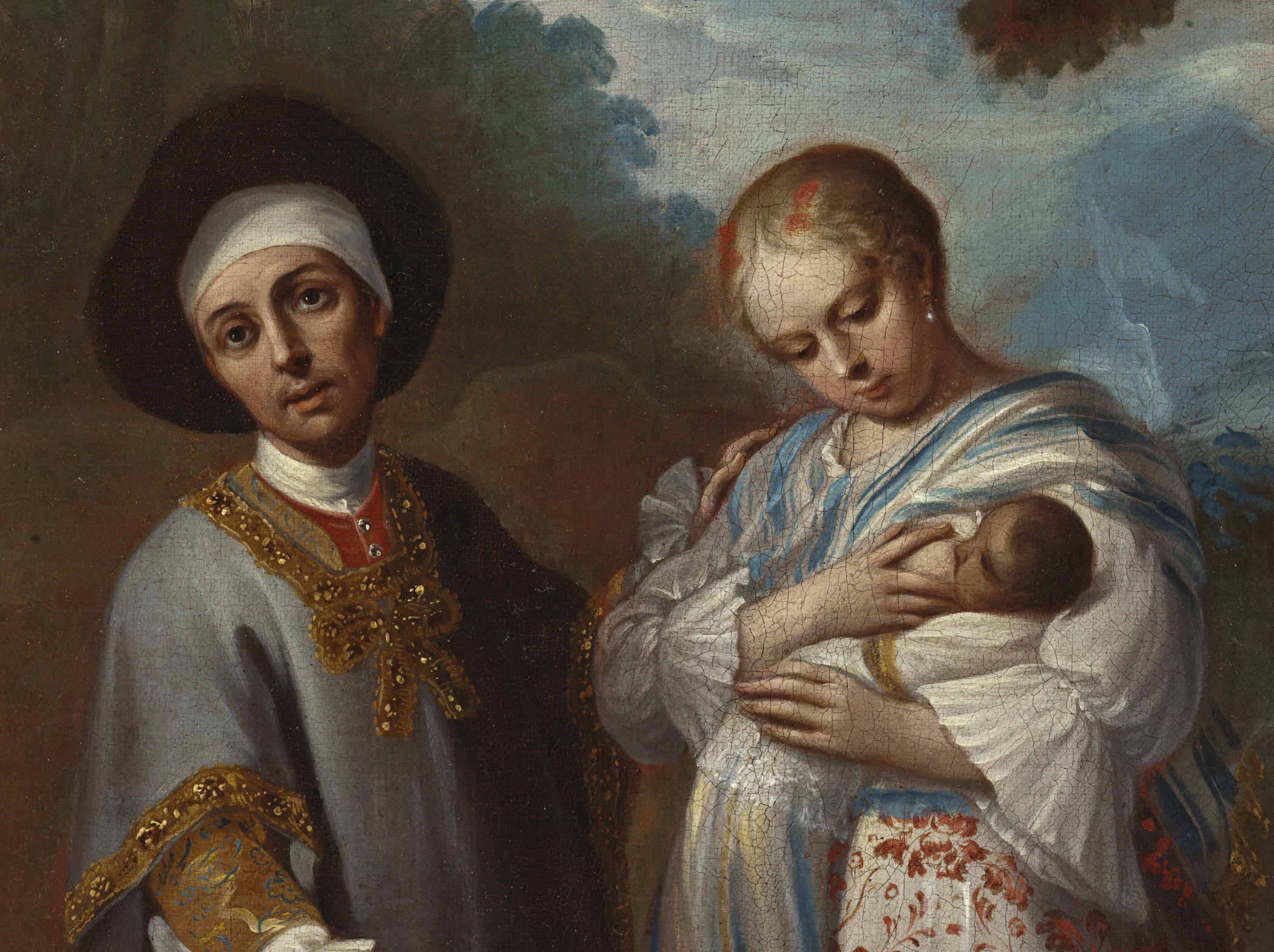
Tableau de Casta représentant un père espagnol, une mère albinos et une enfant déchirée. Juan Patricio Morlete Ruiz (Mexique, vers 1760)

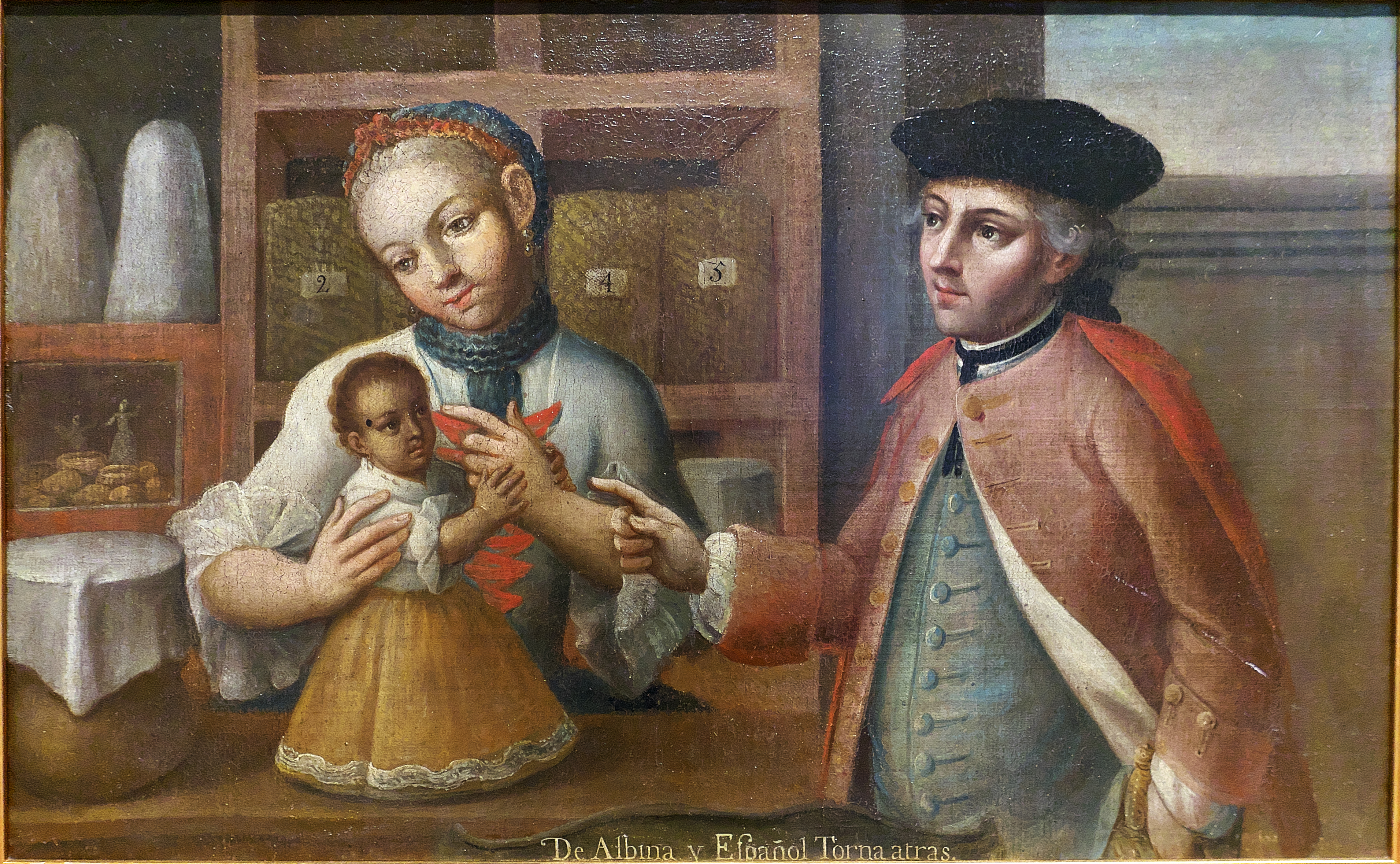
De Albina et Español, Torna atrás. Attribué à Juan Patricio Morlete Ruiz (1701-1770)

## Amérique coloniale espagnole
Dans le système de casta de l'Amérique coloniale espagnole, la torna atrás (en espagnol, dans un sens similaire à régresser, revenir), pourrait également faire référence à l’apparence de caractéristiques raciales non présentes chez les parents. Comme chez l'enfant de couleur d'une personne blanche et une personne à la peau claire d'ascendance africaine (albinos). 
Le terme torna atrás n'apparaît pas comme une catégorie légale dans la documentation coloniale, mais il apparaît souvent dans les peintures de casta au Mexique au XVIIIe siècle. 
| Miguel Cabrera, 1763 | Andrés de Islas, 1774 | Luis de Mena ca. 1750 |
| - De Español y d'India; Mestiza - De español y Mestiza, Castiza - De Español y Castiza, Español - De Español y Negra, Mulata - De Español y Mulata; Morisca - De Español y Morisca; Albina - De Español y Albina; Torna atrás - De Español y Torna atrás; Tente en el aire - De Negro y d'India, Chine cambuja. - De Chino Cambujo et d'India; Loba - De Lobo et d'India, Albarazado - De Albarazado y Mestiza, Barcino - De Indio y Barcina; Zambuigua - De Castizo y Mestiza; Chamizo - De Mestizo y d'India; Coyote - Indios gentiles (Indiens païens) | - De Español e India, nace Mestizo - De Español y Mestiza, nace Castizo - De Castizo y Española, España - De Español y Negra, nace Mulata - De Español y Mulata, nace Morisco - De Español y Morisca, nace Albino - De Español y Albina, nace Torna atrás - De Indio y Negra, Nace Lobo - De Indio y Mestiza, Nace Coyote - De Lobo y Negra, Nace Chino - De Chino e India, nace Cambujo - De Cambujo e India, Nouveau Tente en aire - De temps en temps y Mulata, nace Albarazado - De Albarazado e India, Nace Barcino - De Barcino y Cambuja, nace Calpamulato - Indios Mecos bárbaros ( Indiens Meco barbares) | - Española + Indio, Métis - Métis + Española, Castizo - Castiza + Espanol, Española - Español + Negra, Mulato - Mulato + Española, Morisca - Morisca + Español, Albino Torna-atrás - Mestiza + Indio, Lobo - Lobo + Inde, Indio |

## Philippines
Il a également été utilisé aux Philippines durant la période coloniale espagnole du XVIe au XIXe siècle pour décrire les personnes d’ascendance autochtone mixte austronésienne (appelée Indio), chinoise (appelée Sangley) et espagnole (appelé Philippins/Insulares ou Peninsulares). 
Il est probable que la majorité des Philippins d'aujourd’hui auraient été classés dans la catégorie des Tornatrás en vertu de ce système en raison des siècles de mariages mixtes entre divers groupes ethniques étrangers et indigènes dans toutes les îles.

## Histoire
Bien que Tornatrás ait été utilisé à l’origine pour décrire un descendant de métis, d’albinos et d’Européens, aux Philippines ils étaient communément connus comme ceux nés d’un père espagnol («philippin» ou «péninsulaire») et d’une mère malais-chinoise (mestiza de sangley). 
Aux Philippines, la plupart des habitants de la caste des Tornatrás utilisaient l'espagnol comme langue maternelle et se sont souvent convertis à la religion catholique. 
Il n’existe pas de statistiques officielles sur le nombre de personnes d’ascendance tornatrás dans le monde, bien que l’on pense que la plupart d’entre elles se trouvent en Amérique du Sud et aux Philippines. 

## Voir également
- Lancer comme
- Métissage
- Morisco
- Mulato
- Mestizo philippin
- eurasien